# Compile Heart
株式會社Compile Heart（株式会社コンパイルハート）是一家日本游戏开发商，成立于2006年6月2日，是Idea Factory的一家子公司，主要开发电视游戏及掌机游戏。公司名称源自已倒闭的日本游戏开发商Compile公司。2010年10月28日从D4 Enterprise取得了Compile全部的电视游戏营业权，但不包括现由世嘉所持有的噗呦噗呦系列以及现由M2所持有的Aleste系列。

## 主要作品

### PlayStation 2
- 俠盜之心 迷宮探險 2007年4月26日
- 犬福的茁壯2 2007年8月23日
- 魔人探偵脳噛ネウロ バトルだヨ! 犯人集合! 2008年8月28日
- 十字架+吸血姬 戀與夢的狂想曲 2009年7月23日
- 地獄少女 澪緣 2009年9月17日

### PlayStation Portable
- 亞斯特尼西亞傳奇 2006年9月28日
- 重裝戰將 2006年11月16日
- 空之音 少女的五重奏 2010年5月27日
- 亞迦雷斯特戰記  Mariage 2012年7月19日

### PlayStation 3
- 無限地帶 23：藍色嘉蘭德  2007年9月13日
- 亚迦雷斯特战记 2007年9月27日 与Red Entertainment共同开发
- 交錯刀鋒 2008年9月25日
- 亞迦雷斯特戰記 ZERO 2009年6月25日
- 超次元游戏 海王星 2010年8月19日
- 亞迦雷斯特戰記 2 2010年11月18日
- 超次元游戏 海王星MK2 2011年8月18日
- 觸碰戀曲！ 〜Love Application〜 2012年2月23日
- 征服遊戲 無限靈魂 2012年3月22日
- 神次元游戏 海王星V 2012年8月30日
- 征服遊戲 無限靈魂 Z 2013年4月25日
- 约会大作战 凛祢乌托邦 2013年6月27日
- 妖精劍士f 2013年10月10日
- 約會大作戰 或守Install 2014年6月26日

### PlayStation Vita
- 極限凸騎 怪物卡片對決 2013年1月24日
- 〜聖魔導物語〜 2013年3月28日
- 神次元偶像 海王星PP 2013年6月20日
- 超次次元游戏 海王星重生1 2013年10月31日
- 超次次元游戏 海王星重生2 妹妹世代 2014年3月20日
- 極限凸記 萌萌編年史 2014年5月15日
- 超女神信仰 諾瓦露 激神聖黑之心 2014年5月29日
- 超次元動作 海王星U 2014年8月29日
- 神次次元游戏 海王星重生3 V世紀 2014年12月18日
- 魔壞神 兆力翁 2015年7月23日
- 約會大作戰 Twin Edition 轉世凜緒 2015年7月30日
- 極限凸起 萌情水晶 2015年9月25日
- 激次元組合 海王星VS殭屍軍團 2015年10月15日
- 超次元大战 海王星VS世嘉主机少女 梦幻合体Special 2015年11月26日
- 迷Ｑ地下去死團 2015年12月17日
- 極限凸旗 七海盜 2016年8月4日
- 神獄塔 斷罪瑪麗 2016年10月13日
- 槍彈突擊小妖精 2017年4月27日
- 戰機少女☆連結 混亂交錯 2017年6月7日上綫（2018年8月8日停服）
- 塔亰 Clanpool 2017年10月5日

### PlayStation 4
- ω*Quintet 2014年10月2日
- 新次元游戏 海王星VII 2015年4月23日
- 妖精劍士F ADVENT DARK FORCE 2015年11月5日
- 黑蔷薇女武神 2016年7月12日
- 四女神ONLINE 网络次元海王星 2017年2月9日
- 新次元游戏 海王星VIIR 2017年8月24日
- 限界凸城 城堡战车 2017年9月28日
- 死亡終局 輪迴試煉 2018年4月12日
- 超次次元游戏 海王星重生1+ 2018年5月31日
- 神獄塔 斷罪瑪麗2 2018年6月28日
- 龍星的瓦爾尼爾 2018年10月11日
- 勇者戰機少女 世界啊，宇宙啊，刮目相看吧！！終極ＲＰＧ宣言！！ 2018年12月20日
- Arc of Alchemist 2019年2月7日
- 碧藍航線 Crosswave 2019年8月29日
- 死亡終局 輪迴試煉2 2020年2月13日
- VVV戰機少女 2020年8月6日
- 約會大作戰 反烏托邦蓮 2020年9月24日
- 神獄塔 斷罪瑪莉 Finale 2020年11月5日
- 閃亂忍忍忍者大戰戰機少女 -少女們的響艷- 2021年9月16日
- 妖精劍士F Refrain Chord 2022年9月15日
- 魔導物語 菲亞與不可思議的學校 2024年11月28日

### PlayStation 5
- Go!Go!5次元GAME 戰機少女 re★Verse 2020年12月17日
- 妖精劍士F Refrain Chord 2022年9月15日
- 魔導物語 菲亞與不可思議的學校 2024年11月28日

### 任天堂DS
- BLACK CAT 黒猫の協奏曲 2007年6月21日
- ONI零 戦国乱世百花繚乱 2007年8月30日
- 快樂幼稚園 與詞彙同樂 2007年9月20日
- 地狱少女 朱蘰 2007年9月27日
- 蛙男劇場DS 2007年10月25日
- 益智同伴 DS 作畫拼圖同伴 2008年4月24日
- 益智同伴 DS 數字遊戲同伴 2008年4月24日
- 益智同伴 DS 填字遊戲同伴 2008年4月24日
- 沃太利亞迷宮 2008年5月15日
- 學校有鬼DS 2008年7月17日
- DS 閱讀系列 手塚治虫 火之鳥  2008年7月31日
- DS-PICO 系列 Sanrio 派對！料理‧時尚‧購物 2008年8月7日
- 逆境无赖开司Death or Survival 2008年9月25日
- DS-PICO 系列 三麗鷗彩虹樂園 快樂購物 裝飾美妙房間 2010年11月25日

### 任天堂3DS
- 與 Hello Kitty 環遊世界！一同造訪許多國家 2012年6月21日

### 任天堂Switch
- 極限凸記 萌萌編年史 H 2019年1月31日
- 妖精劍士F ADVENT DARK FORCE 2019年6月27日
- 勇者戰機少女 世界啊，宇宙啊，刮目相看吧！！終極ＲＰＧ宣言！！ 2019年7月25日
- 神獄塔 斷罪瑪莉2 2019年8月22日
- 極限凸起 萌情水晶 H 2019年9月5日
- 槍彈突擊小妖精 HH 2019年9月26日
- Arc of Alchemist 2019年10月10日
- 新次元遊戲 戰機少女VII 2020年3月19日
- 碧藍航線 Crosswave 2020年9月17日
- 神獄塔 斷罪瑪莉 Finale 2020年11月5日
- 死亡終局 輪迴試煉 2020年12月24日
- 龍星的瓦爾尼爾 2021年5月27日
- 死亡終局 輪迴試煉2 2021年8月19日
- 極限凸旗 七海盜 H 2022年2月3日
- 妖精劍士F Refrain Chord 2022年9月15日
- 魔導物語 菲亞與不可思議的學校 2024年11月28日

### Xbox360
- 亞迦雷斯特戰記 重返戰場 2008年11月27日
- 交錯刀鋒 DASH 2009年10月1日
- 亞迦雷斯特戰記 ZERO：破曉之戰 2010年7月29日

### Wii
- 章魚氣泡  2007年8月23日
- 陞官圖編年史 2008年11月20日

### Arcade
- Octomania 2007年2月